# Direcció general de Produccions i Mercats Agraris
La Direcció general de Produccions i Mercats Agraris és un òrgan de gestió de la Secretaria General d'Agricultura i Alimentació del Ministeri d'Agricultura, Pesca i Alimentació. En 2012 va substituir la Direcció general de Recursos Agrícoles i Ramaders.

## Funcions
Les funcions de la Direcció general es regulen en l'article 3 del Reial decret 904/2018:
- Desenvolupar les competències del departament en matèria de producció agrícola i ramadera, mitjans de producció i ordenació sectorial de produccions agràries, l'ordenació i el funcionament dels mercats agraris.
- Establir i desenvolupar les línies directrius de les polítiques d'ordenació de les produccions agràries, així com les actuacions necessàries per al seguiment i anàlisi dels mercats agraris.
- Fixar les línies directrius en matèria de produccions agrícoles i ramaderes, en particular de la producció integrada; desenvolupar, coordinar, avaluar i promocionar la utilització de les millors tècniques disponibles en l'àmbit de les produccions agràries més respectuoses amb el clima i el medi ambient; sense menyscapte de les competències d'altres òrgans directius del departament.
- Desenvolupar les competències del departament en matèria de organismes modificats genèticament i la biotecnologia.
- Desenvolupar les competències del departament relacionades amb els mitjans de producció agrícoles i amb la seva utilització i, entre uns altres, la maquinària agrícola i els fertilitzants.
- Desenvolupar les competències del departament en matèria de benestar animal.
- Desenvolupar les competències del departament en matèria de conservació, selecció, millora, reproducció i material genètic de les espècies ramaderes així com vetllar per la conservació del patrimoni genètic de les races ramaderes espanyoles i dels recursos fitogenètics.
- Desenvolupar les competències del departament en matèria de gestió ambiental i dels condicionants mediambientals de la producció agrària, en particular realitzar informes a l'efecte de l'elaboració de l'inventari de gasos amb efecte d'hivernacle, sense perjudici de les competències d'altres unitats del departament.
- La tutela funcional d'EXPASA AGRICULTURA Y GANADERÍA Sociedad Mercantil Estatal S.A., S.M.E.
- Desenvolupar les competències del departament en matèria de control de la producció, importació, certificació i comercialització de llavors i plantes de viver, i material de multiplicació de les espècies agrícoles i forestals; la protecció de les obtencions vegetals, i la inscripció de varietats a través dels registres de varietats protegides i de varietats comercials, així com la realització dels assaigs necessaris per al registre de varietats, i la custòdia i manteniment de les col·leccions de referència de material vegetal necessari per al control de la producció.
- Desenvolupar les competències del departament en matèria de disseny i establiment de les ajudes directes de la PAC així com les relacionades amb les mesures establertes en l'Organització Comuna de Mercats, en l'àmbit de les competències de la Direcció general i sense menyscapte de les quals corresponguin a altres òrgans directius del departament.
- Desenvolupar les competències del departament en matèria de pinsos, matèries primeres i altres productes que intervenen en l'alimentació animal, inclosos els productes i subproductes d'origen animal o vegetal destinats directament a l'alimentació animal, així com la coordinació i gestió del funcionament de la xarxa d'alerta d'alimentació animal i la seva integració en els sistemes d'alerta comunitaris i internacionals, la coordinació de les actuacions en matèria de control no laboratorial de la qualitat en pinsos i la coordinació de les unitats amb competència en matèria de control oficial de pinsos, exercint com a interlocutor d'altres ens o departaments amb competències en aquest control.
- Cooperar amb les comunitats autònomes i les entitats més representatives del sector en les matèries abans assenyalades, així com elaborar les propostes que permetin establir la posició espanyola sobre aquests assumptes davant la Unió Europea i altres organitzacions o fòrums internacionals, i representar i actuar com a interlocutor davant aquestes instàncies internacionals, sense menyscapte de les competències d'altres òrgans directius del departament.

## Estructura
De la Direcció general depenen els següents òrgans:
- Subdirecció General de Fruites i Hortalisses i Vitivinicultura.
- Subdirecció General de Cultius Herbacis i Industrials i Oli d'Oliva.
- Subdirecció General de Productes Ramaders.
- Subdirecció General de Mitjans de Producció Ramaders.
- Subdirecció General de Mitjans de Producció Agrícoles i Oficina Espanyola de Varietats Vegetals.

## Llista de directors generals
- Esperanza Orellana Moraleda (2018-)[2]
- Fernando Miranda Sotillos (2014-2018)[3][4]
- Carlos Cabanas Godino (2012-2014)[5]
- Margarita Arboix Arzo (2010-2011) (com a Directora de Recursos Agrícoles i Ramaders)[6]
- Carlos Javier Escribano Mora (2008-2010)